# Jánico
Jánico è un comune della Repubblica Dominicana di 20.913 abitanti, situato nella Provincia di Santiago. Comprende, oltre al capoluogo, due distretti municipali: Juncalito e El Caimito.